# Славчо Абазов

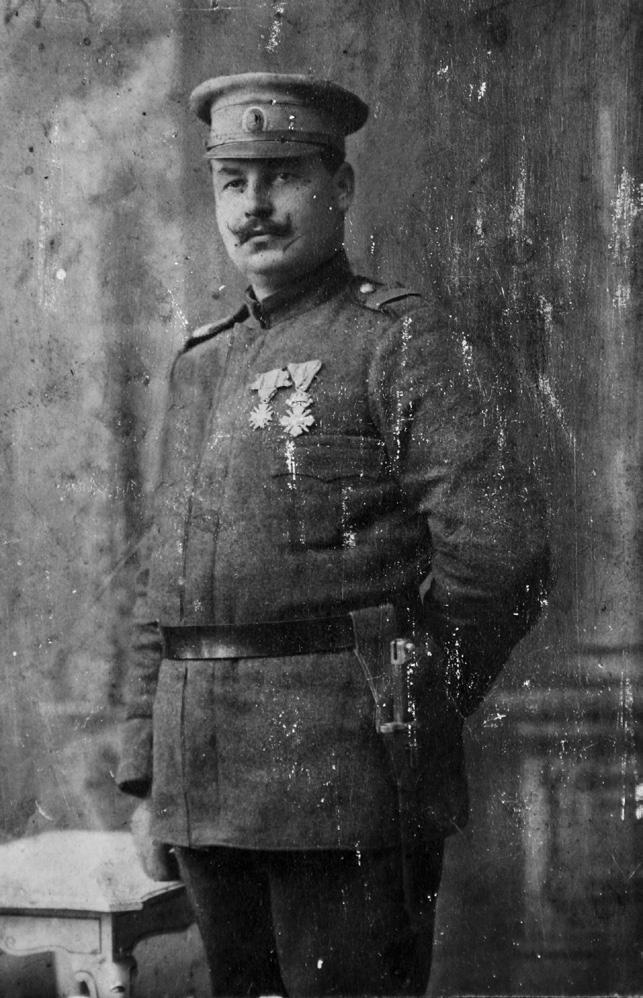
Абазов як солдат у 1916 році р.

Свідоцтво Славчо Абазова за участь у македонській одринській міліції, підписане начальником штабу полку майором Петаром Дрвінговом

Славчо Абазов (9 березня 1883, Злетово, Пробиштипско - 7 лютого 1928, Софія, Болгарія) — македонський революціонер, кратовський воєвода і член Македонської революційної організації (MPO). Він залишив помітні сліди в македонському революційному русі. Брав участь у підготовці Ілінденського повстання, воював під час Балканських воєн, а після Першої світової війни став членом близького керівництва емігрантської Ілінденської організації.

## Біографія
Славчо Анастас Абазов народився 9 березня 1883 року в Злетовому в родині Анастаса і Парашкєви Арсових Абазових. Сім'я Абазових, яка займалася скотарством і торгівлею деревиною, походила з села Горно Гратче в Кочанах, звідки переїхала до пробістопського села Зеленград. На початку 1880-х років Крсте Мітрев Абазов переїхав до Злетового, а його син Анастас Абазов успадкував торгівлю деревом, на якій він розбагатів, і займався революційною діяльністю. До лав МРО родину Абазових залучив мірошник Лазо Якимов, людина воєводи Атанаса Бабата в Злетовому. Славчо навчався у Скоп'є педагогічному училищі, де його однокласником був Тодор Александров. Після закінчення педагогічного училища в 1898 р. працював учителем у Кочанах і як активний учасник організації був призначений революційним лідером краю. Вже в 1901 році він уже очолював Злетівський комітет і допомагав у формуванні загонів і діяльності крайового воєводи Атанаса Бабати. Таким чином, Злетово і Лесново стали важливими пунктами Організації, де зберігалася зброя, що надходила з Болгарії. Після Салонікських вбивств у квітні 1903 року Славчо та його батько Анастас були заарештовані турецькою владою за революційну діяльність. Анастаса звільнили, а Славчо визнали винним і засудили до 101 року ув’язнення в Скоп’є. Славчо Абазов був засуджений до трьох років позбавлення волі за приготування та надання житла та їжі повстанцям, а також за діяльність зі збору грошей з населення, а також за перевезення та доставку зброї, боєприпасів та іншої зброї. Покарання відбував у скопійській в'язниці Куршумліан, де лежав разом з Тодором Александровим.
Після загальної амністії в квітні 1904 року Славчо був звільнений і повернувся до Злетового, де після придушення Ілінденського повстання застав організацію занедбаною, загони розпущеними, а велика кількість людей втекла до Болгарії. У цей період в регіоні також з’явилася сербського збройного руху. Проте протягом року загони Міше Развігорова, Костянтина Нункова та Бобі Стойчеєва завдали важких ударів просербським загонам та стабілізували Організацію. Так, з 2 по 7 січня 1905 р. Славчо Абзов як делегат брав участь у Скопському окружному з'їзді в Кнежево, де прийняв заходи по боротьбі з сербською пропагандою.
Невдовзі після з’їзду Славчо Абазов пішов у підпілля і обійняв посаду керівника роти в Кратівському, Штіпському, Кочанському та Паланковому районах. У жовтні 1906 р. він прибув до Кюстенділа разом із ротою, що було пов’язано з відомою програмою боротьби з сербською та грецькою пропагандою на ІІ регулярному з’їзді Скоп’євського революційного округу.
На Кюстендільському з’їзді ВМРО у березні 1908 р. замість Аце Дорєва, обраного членом Заморського представництва ВМРО, керувати пунктом у Кюстенділі було призначено Славчо Абазова. Головним завданням Славчо та його помічника Георгія Гочева в Кюстенділі було озброїти їх і перекинути війська через кордон. Обійняв посаду і постійно підтримував листування із закордонним представником Христо Матовим. Інакше через Кюстенділ пройшло 162 загони, з 1903 по 1908 рр. на шляху до Македонії.
Після младотурецької революції 1908 р. Кюстендільський блокпост було розформовано, а Славчо повернувся до Злетового. Однак незабаром він змушений був тікати до Болгарії і лише зрідка повертався до Злетового.
Славчо Абазов брав участь у Першій Балканській війні як керівник роти Кратово (рота № 33 македонського ополчення Одрини). Абазов за один день сформував і озброїв роту з 33 особи. Кратівська рота перетнула кордон 5 жовтня 1912 р. і разом з ротами Стояна Мішева та Георгія Гочева брала участь у розборі турецького кавалерійського патруля біля влаських куренів Корміна, на південний захід від Султан-Тепе, що викликало його відхід і паніку серед турецького населення. 9 жовтня рота Абазова в 300 осіб сформованого македонського ополчення звільнила Кратово і передала його 14-му сербському полку, а Абазов і ополчення захопили Црн Врв і не дали турецькій армії просунутися з Овче Поля. 11-го роти Абазова Тодор Оровчанов і Спіро Дільов з ополченням за підтримки частин Тимоцької дивізії ще тримали Чорний Пік, а 12 жовтня до обіду турки відступили, втративши і батареї, і припаси.
Вже 1 жовтня старший повітовий князь Абазов надіслав до штабу македонського одрінського ополчення один із перших документів, у якому описав вороже ставлення сербської армії до місцевого македонського населення. Пізніше він описав сербів як окупантів. Тоді Кратовський загін діяв разом із загоном Стамена Темелькова на Радовищі, а разом з Дончо Ангеловим та Єротеєм Ніколовим став головою Кратово-Піжанецького загону.
На початку 1913 року, щоб бути якомога далі від батьківщини, болгарська армія реорганізувала македонські партизанські загони і перекинула їх у Кешан і Малгар (Малгара) у Фракії. Герцог Славчо Абазов приєднався до 15-ї Стіпської роти, яка 10 березня була переведена з Айнарджика в Авдін, де увійшла до складу Третьої бригади 4-ї болгарської армії, яка брала участь в обороні Мармурового моря. Після загострення відносин між союзниками 19 квітня ополченцям було наказано переїхати до Македонії. 1 травня 200 інших воєвод і четників наказали Абазову виїхати до Македонії 9 травня, щоб підготувати розвідувальний пункт, з якого невеликі групи переходили в сербську та грецьку окупацію. Таким чином, Абазов взяв на себе керівництво розвідпунктом Кочани.
Після початку Другої Балканської війни 16 червня 1913 року Абазов разом із Кратівською партизанською ротою та частинами всієї Рильської дивізії увійшов у Злетово, а потім відступив після падіння міста 21 червня. За участь в обох війнах нагороджений орденом «За бойові заслуги» VI ступеня та військовим хрестом «За відвагу». Після війни оселився в містечку Гюмурдзіна (Комотіна), яке під час війни належало Болгарії і займалося тютюновою торгівлею.
Під час Першої світової війни Абазов був унтер-офіцером 59-го піхотного полку 11-ї дивізії болгарської армії, займав позиції поблизу Валовішта в Егейській Македонії. У липні 1918 року Славчо був призначений до складу окружної постійної комісії в Куманово і дуже дбав про забезпечення населення продуктами харчування.
Після закінчення Першої світової війни Славчо відійшов до Болгарії, де брав участь у діяльності македонських емігрантських організацій і був членом Кратовського благодійного товариства. Брав участь у створенні Ілінденської організації та був її першим скарбником. Він також брав участь у заснуванні Македонського кооперативного банку в 1925 році. Помер у Софії 7 лютого 1928 року.